# John Furlong (Schauspieler)
John Thomas Furlong (* 14. April 1933 in Albany, New York; † 23. Juni 2008 in Nashville, Tennessee) war ein US-amerikanischer Schauspieler, der vor allem durch seine Arbeit für Russ Meyer bekannt wurde.

## Leben
Furlong wuchs unter fünf Brüdern auf und diente nach dem Schulabschluss in der United States Navy. Danach studierte er der American Academy of Dramatic Arts in New York und agierte als Theaterschauspieler.
Furlong gab sein Kinodebüt 1965 im Russ-Meyer-Film Im Garten der Lust. Im Kultfilm Die Satansweiber von Tittfield übernahm er die Rolle des Erzählers. Er trat in weiteren Meyer-Filmen als Darsteller und als Erzähler auf. Im letzten Meyer-Film Im tiefen Tal der Superhexen von 1979 benutzte Meyers ihn sogar dazu, seine eigene Stimme zu synchronisieren. Furlongs Stimme wurde vor allem wegen ihrer Ähnlichkeit zu Humphrey Bogarts Stimme von Meyer präferiert.
Neben seinem Engagement für Russ Meyer trat er in zahlreichen TV-Serien wie Detektiv Rockford – Anruf genügt und Cagney & Lacey und als Nebendarsteller in Filmen wie Straßen der Nacht, Wenn der Postmann zweimal klingelt und Der wilde wilde Westen. Seine letzten größeren Rollen hatte er in John Carpenters Vampire und in dem, im deutschsprachigen Raum bisher unveröffentlichten, Actionfilm Maniacts.
2001 zog sich Furlong aus dem Schauspielgeschäft zurück und ließ sich mit seiner Ehefrau Terry Mahaffey in Nashville nieder, wo er 2008 verstarb.

## Filmografie (Auswahl)
- 1965: Im Garten der Lust (Mudhoney)
- 1965: Die Satansweiber von Tittfield (Faster, Pussycat! Kill! Kill!, Stimme für Erzähler)
- 1967: Die liebestollen Hexen (How Much Loving Does a Normal Couple Need?)
- 1968: Null Null Sex (Finders Keepers, Lovers Weepers!)
- 1968: Ohne Gnade – Schätzchen (Vixen!)
- 1974: Der wilde wilde Westen (Blazing Saddles)
- 1974: Giganten am Himmel (Airport 1975)
- 1974: Extrablatt (The Front Page)
- 1975: Straßen der Nacht (Hustle)
- 1975: Supervixens – Eruption (Supervixens, Stimme für CBS-Kommentator)
- 1975–1979: Detektiv Rockford – Anruf genügt (The Rockford Files, Fernsehserie, 4 Folgen)
- 1976: Die Unbestechlichen (All the President’s Men)
- 1976–1983: Quincy (Quincy M.E., Fernsehserie, 4 Folgen)
- 1978–1980: Fantasy Island (Fernsehserie, 2 Folgen)
- 1978: Der tödliche Schwarm (The Swarm)
- 1979: Buck Rogers (Buck Rogers in the 25th Century, Fernsehserie, 2 Folgen)
- 1979: Im tiefen Tal der Superhexen (Beneath the Valley of the Ultra-Vixens, Stimme für Direktor/Radiomoderator)
- 1980–1981: Flamingo Road (Fernsehserie, 5 Folgen)
- 1981: Hart aber herzlich (Hart to Hart; Fernsehserie, Folge Der Zuckerbäcker)
- 1981: Wenn der Postmann zweimal klingelt (The Postman Always Rings Twice)
- 1985: Das Messer (Jagged Edge)
- 1987: Alamo – 13 Tage bis zum Sieg (The Alamo: Thirteen Days to Glory, Fernsehfilm)
- 1992: Lucky Luke (Fernsehserie, Folge 1x04 Chi è Mr. Josephs?)
- 1994: Wyatt Earp – Das Leben einer Legende (Wyatt Earp)
- 1998: John Carpenters Vampire (Vampires)
- 2001: Maniacts